# Polémon Ier du Pont
Pour les articles homonymes, voir Polémon.
M. Antonius Polemon Eusébès (en grec ancien : Μ. Αντώνιος Πολέμων Eυσεbής), également connu sous le nom de Polémon Ier (en grec ancien : Πολέμων Αʹ), né en 60 et mort en 8 av. J.-C., est un roi du Pont de 38 à 8 av. J.-C., roi d'Arménie Mineure de 33 à 30 av. J.-C., ainsi que roi du Bosphore et de Colchide de 14 à 8 av. J.-C.
Il est également écrivain, épigrammiste et poète.

## Biographie

### Origine
M. Antonius Polemon Ier Eusébès est le fils de Zenon (et de Thryphaena) rhéteur de Laodicée du Lycos en Carie. Il est un auxiliaire fidèle de la politique d’expansion romaine menée par Marc Antoine en Asie Mineure.

### Règnes
Marc Antoine avait reconstitué partiellement pour lui le royaume du Pont, qui d’après son nom est dénommé Pont Polémoniaque et sur lequel il règne de 38 av. J.-C. à 8 apr. J.-C.
Du fait de sa fidélité à Marc Antoine (au moins jusqu'à la bataille d'Actium), Auguste le prive dès 30 av. J.-C. de l'Arménie Mineure qui est confiée au roi Artavazde Ier d'Atropatène. Il le fait de plus attendre jusqu'en 26 av. J.-C. pour lui octroyer la confirmation de son autorité sur son royaume.
Après que les habitants du royaume du Bosphore eurent éliminé l’usurpateur Scribonius, il occupe avec Dynamis, fille de Pharnace II et veuve d’Asandros, ce trône de 14 av. J.-C. à 8 av. J.-C..
Après un an de mariage, il abandonne son épouse Dynamis qui se réfugie chez Aspourgos, le fils né de son union avec Asandros du Bosphore. Polémon Ier est attiré dans un piège et tué par les Aspurgiani, partisans de la famille d'Asandros. Après sa mort, sa famille, chassée du royaume par Tiberius Julius Aspourgos, le fils d’Asandros et de Dynamis, ne peut se maintenir dans le Bosphore. 

## Famille

### Mariage et enfants
Il épouse tout d'abord Dynamis du Pont. Ce mariage dure environ un an.
De son second mariage en 13 av. J.-C. avec Pythodoris de Trallès (qui continue de régner sur le Pont après sa mort), une petite-fille de Marc Antoine, il eut :
- Artaxias III Zénon, roi d’Arménie ;
- Un fils, co-régent de sa mère, peut-être identifiable à Marcus Antonius Polemo Ier, dynaste d'Olba en Cilicie vers 19-30 et roi en Cilicie en 41 ;
- Antonia Tryphaena, épouse de Cotys VIII, roi de Thrace.